# René-Louis de Voyer de Paulmy d'Argenson

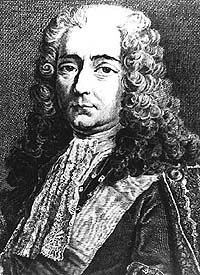
René Louis de Voyer de Paulmy

René-Louis de Voyer de Paulmy, marchese d'Argenson (Parigi, 18 ottobre 1694 – Parigi, 26 gennaio 1757), è stato uno scrittore francese.

## Biografia
Figlio del luogotenente generale di polizia Marc-René de Voyer de Paulmy d'Argenson (1652-1721), René-Louis de Voyer de Paulmy d'Argenson fece degli studi di diritto e fu intendente dello Hainaut dal 1720 al 1724, poi consigliere di stato. Membro del Club de l'Entresol, frequentò i Filosofi, tra cui Voltaire.
Nel novembre 1744, vari mesi dopo che la Francia entrò ufficialmente nella Guerra di successione austriaca (1740-1748) a fianco della Prussia, fu nominato segretario di stato per gli Affari esteri da Luigi XV. Per ristabilire l'egemonia francese in Europa, cercò di mettere in pratica le proprie idee sul sistema d'arbitraggio internazionale a vantaggio della Francia e a danno della Spagna, dell'Austria e della Russia. Si sforzò anche di favorire un raggruppamento di Stati italiani sotto l'egide del Piemonte.
Tuttavia, i suoi sforzi erano contrastati dalla diplomazia segreta del Re, della quale il ministro non era neppure informato, e dagli intrighi della corte. I cortigiani lo chiamavano «d'Argenson la bestia». Ma Voltaire disse di lui che sarebbe stato degno di essere Segretario di Stato nella Repubblica di Platone.
La sua incapacità nello spingere il vantaggio diplomatico della Francia dopo la vittoria di Fontenoy (maggio 1745) lo espose alle critiche e condusse alle sue dimissioni nel gennaio 1747. Membro onorario dell'Académie des inscriptions et belles-lettres nel 1733, ne divenne presidente dopo aver lasciato il governo. Dedicò il resto della sua vita ai lavori letterari. Ha lasciato numerosi scritti, pubblicati mentre era in vita o postumi.
Le Considérations sur le gouvernement de la France (1764), lodate da Jean-Jacques Rousseau ne Il Contratto sociale, furono composte essenzialmente a partire dal 1734. L'autore vi indaga «fino a che punto la democrazia può essere ammessa in uno Stato monarchico».
Gli Essais, composti verso il 1736 e pubblicati nel 1785, ebbero una nuova edizione sotto il titolo Loisirs d'un ministre d'État nel 1787. Si tratta di una raccolta di ritratti e di aneddoti su personaggi contemporanei che, sotto una parvenza di bonomia e di trascuratezza, non manca di finezza. Una nuova edizione venne pubblicata col titolo di Mémoires nella Collection des mémoires relatifs à la Révolution (1825).
D'Argenson ha anche redatto in parte la Histoire du droit public ecclésiastique français (1737), opera che intende dimostrare le libertà della Chiesa di Francia, nella tradizione del gallicanesimo. Ha dato al Recueil de l'Académie des inscriptions una monografia Sur les historiens français (1755) e al Journal économique tre lettere sulla libertà del commercio.
Le Mémoires du marquis d'Argenson e il suo Journal inédit sono stati pubblicati nella Bibliothèque elzévirienne (1857-1858, 5 vol.) e sono stati pubblicati in una nuova edizione accresciuta col titolo di Journal et Mémoires (1861-1867): è uno dei documenti tra i più preziosi sulla storia politica del regno di Luigi XV. Suo figlio Antoine-René fu un uomo politico e membro dell'Accademia di Francia.

## Residenze
- 1720 : 22 place des Vosges, Parigi.

## Opere
- «René Louis de Voyer de Paulmy d'Argenson», in Gustave Vapereau, Dictionnaire universel des littératures, Parigi, Hachette, 1876, 2 volumi